# Galaktyka Wiatraczek
Galaktyka Wiatraczek (znana również jako Kółko Zębate, Messier 101, M101, NGC 5457 lub Arp 26) – galaktyka spiralna ze słabym jądrem i bardzo rozwiniętymi ramionami w gwiazdozbiorze Wielkiej Niedźwiedzicy, 5,5° ponad ostatnią gwiazdą dyszla Wielkiego Wozu (Alkaid). Została odkryta w 1781 roku przez Pierre’a Méchaina, asystenta Messiera. Jej jasność wynosi 7,9m, a jej rozmiary na niebie 24,5' × 23,4'. Średnica M101 wynosi 170 tys. lat świetlnych, a jej masa jest w przybliżeniu równa 180 miliardom mas Słońca. Znajduje się w odległości 21 milionów lat świetlnych.

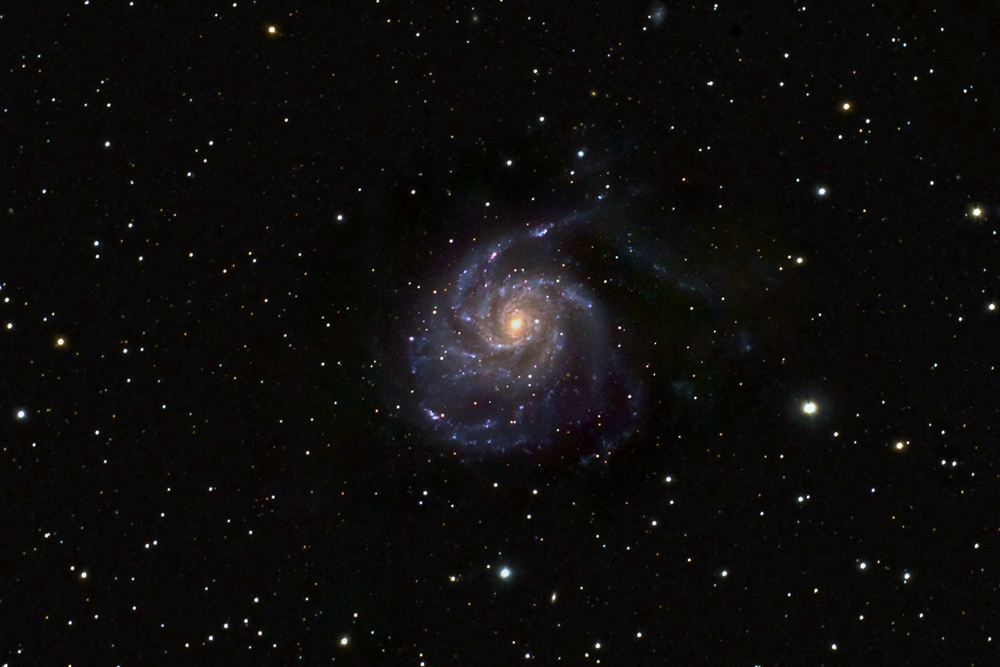
Zaburzona struktura spiralna M101 widoczna w szerszym planie

W galaktyce tej zaobserwowano do tej pory pięć supernowych: SN 1909A, SN 1951H, SN 1970G, SN 2011fe oraz SN 2023ixf.
Razem z innymi słabszymi galaktykami M101 tworzy grupę galaktyk M101. Oddziaływanie pobliskich galaktyk zaburzyło kształt M101 i spowodowało rozciągnięcie w przestrzeni chmur gazu. Przejście innej galaktyki, najprawdopodobniej NGC 5474, w pobliżu M101 około 250 milionów lat temu przyczyniło się także do wzrostu aktywności gwiazdotwórczej, dzięki której północno-wschodnie ramię galaktyki zawiera więcej młodych, błękitnych gwiazd.
W Polsce widoczna przez cały rok (obiekt okołobiegunowy).
Widoczna przez lornetkę jako blada, zaokrąglona plamka o średnicy mniej więcej połowy tarczy Księżyca. Mimo że jest obiektem ósmej wielkości, ze względu na duże rozmiary kątowe jest mniej wyrazista niż można oczekiwać.

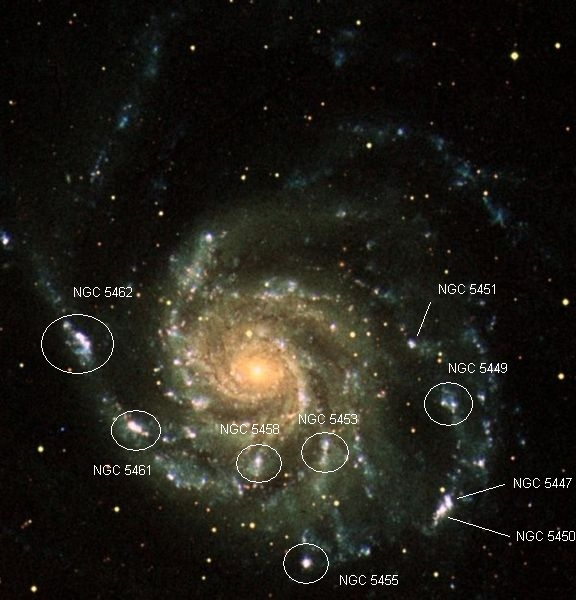
Galaktyka Wiatraczek z zaznaczonymi obszarami skatalogowanymi w New General Catalogue. NGC 5471 nie jest widoczny na zdjęciu (NASA).

John Dreyer skatalogował tę galaktykę w swoim New General Catalogue jako NGC 5457. Oprócz tego umieścił w katalogu jasne obszary należące do galaktyki (są to obszary H II i chmury gwiazd), które odkryli William Herschel, Bindon Stoney (asystent Williama Parsonsa) i Heinrich Louis d’Arrest: NGC 5447, NGC 5449, NGC 5450, NGC 5451, NGC 5453, NGC 5455, NGC 5458, NGC 5461, NGC 5462 i NGC 5471.